# Henney Kilowatt
O Henney Kilowatt foi um carro elétrico introduzido nos Estados Unidos da América para o ano-modelo de 1959. Foi o primeiro veículo elétrico regulado por transistores; foi comercializado em 1959, e produziram-se 47 unidades, vendidas entre 1959 e 1962. De elas, aida existem menos de uma dezena.
O Henney Kilowatt foi o precursor dos modernos automóveis movidos a bateria como o EV1; e da mesma forma, a tecnologia utilizada neste veículo foi antecedente dos sistemas híbridos de propulsão.
Sua carroceria é a mesma do Renault Dauphine.